# Play Toy Magazine
Play Toy Magazine（プレイ トイ マガジン）は、少女モデルや少女愛をコンテンツとするインターネットサイト。ネット雑誌『Play Toy Magazine.The World of Young Models』
を配信する。一般のチャイルドモデルサイトに比べ、アート性と思想性への志向が強い。
創立年、運営地は不明。運営者はRussian Crazy 6Kidと名乗ることから、ロシアではないかとも推測されている。雑誌の製作のほか、サイトでは多くのチャイルドモデルウェッブへのリンクや、会員制BBS、アートディレクターであるウォルト・ヘフナーWalt Heffnerのロリータ・アート（絵画）、少女愛運動への紹介、LS Magazine 記念フォーラムなどがある。少女エロチカ(児童エロチカ）をもとに、アートや少女愛運動を含む総合的なサイトであることが特徴。